# Bella Sara (videojuego)
Bella Sara es un videojuego de puzles y simulación desarrollado por Hidden City Games y publicado por Codemasters para Nintendo DS y PC. El juego está basado en el coleccionable de cartas y en la website de Bella Sara, orientado al público femenino. El juego llegó al mercado en octubre de 2008.

## Juego
Con Bella Sara, el jugador podrá sumergirse en un mundo repleto de caballos fantásticos donde poder montarlos, cuidarlos e intercambiarlos con amigos gracias a la conexión Wi-Fi de Nintendo. Además, el jugador podrá descubrir ítems secretos, cartas exclusivas y códigos de activación en la website oficial.